# Медисон (Висконсин)
Медисон (енгл. Madison) је главни град и други по величини америчке савезне државе Висконсин. По попису из 2006. године има 223.389 становника што га ставља на друго место највећих градова у Висконсину, први је Милвоки, и на 83. највећих градова у Сједињеним Америчким Државама.

## Географија
Медисон се налази на надморској висини од 873 стопа.

## Демографија
По попису из 2010. године број становника је 233.209, што је 25.155 (12,1%) становника више него 2000. године.
|                   | 2010.            | 2000.            |
| Укупно            | 233 209 (100,0%) | 208 054 (100,0%) |
| Белци             | 176 463 (75,67%) | 170 509 (81,95%) |
| Азијати           | 17 211 (7,380%)  | 12 065 (5,799%)  |
| Афроамериканци    | 16 926 (7,258%)  | 12 155 (5,842%)  |
| Хиспаноамериканци | 15 948 (6,839%)  | 8 512 (4,091%)   |
| Остали            | 6 661 (2,856%)   | 4 813 (2,313%)   |

## Партнерски градови
- Вилњус
- Ainaro
- Arcatao
- Камагеј
- Фрајбург
- Манагва
- Мантова
- Обихиро
- Marigliano
- Осло